# 交加街

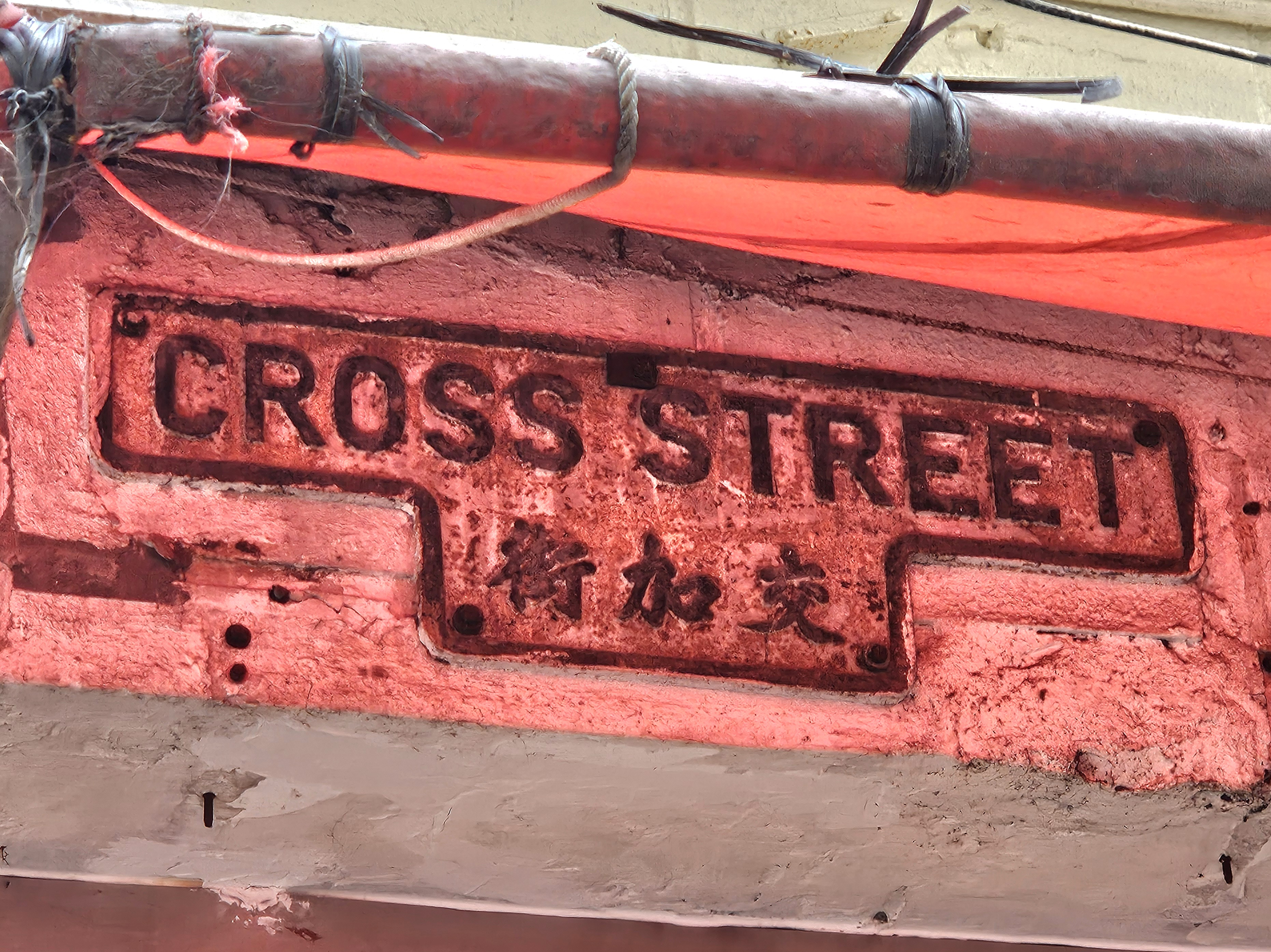
交加街圓角T型街牌

交加街（英語：Cross Street），是位於香港香港島灣仔區的一條道路。 交加街東西走向，位於莊士敦道及皇后大道東之間。西起春園街，東面連接灣仔道。中間穿越的街道有太原街、石水渠街。交加街位於灣仔街市中心，街上兩旁皆為小販檔位，車輛不能駛入。
交加街沿途的建築物大多擁有999年土地租借權。

## 相冊

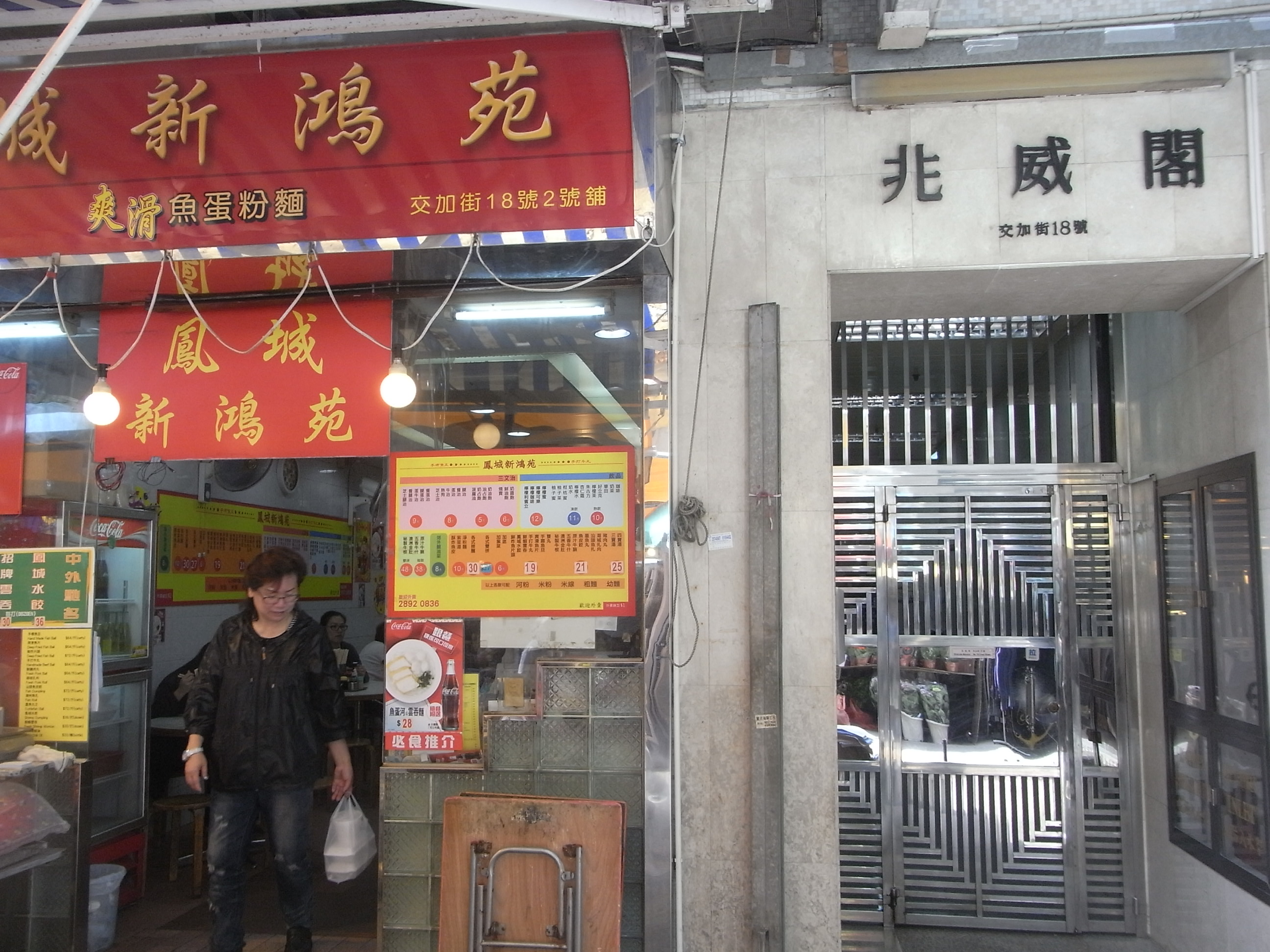
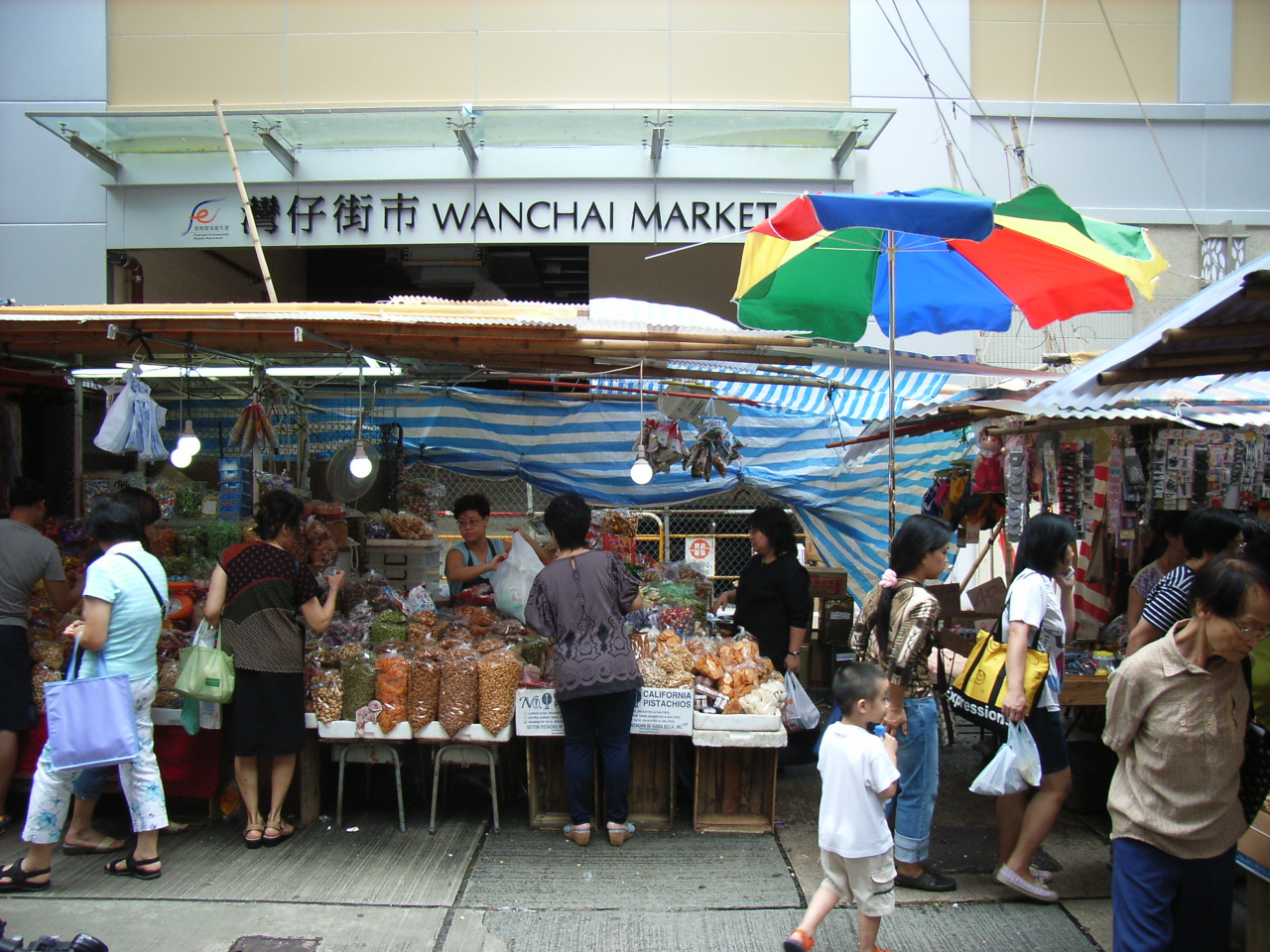
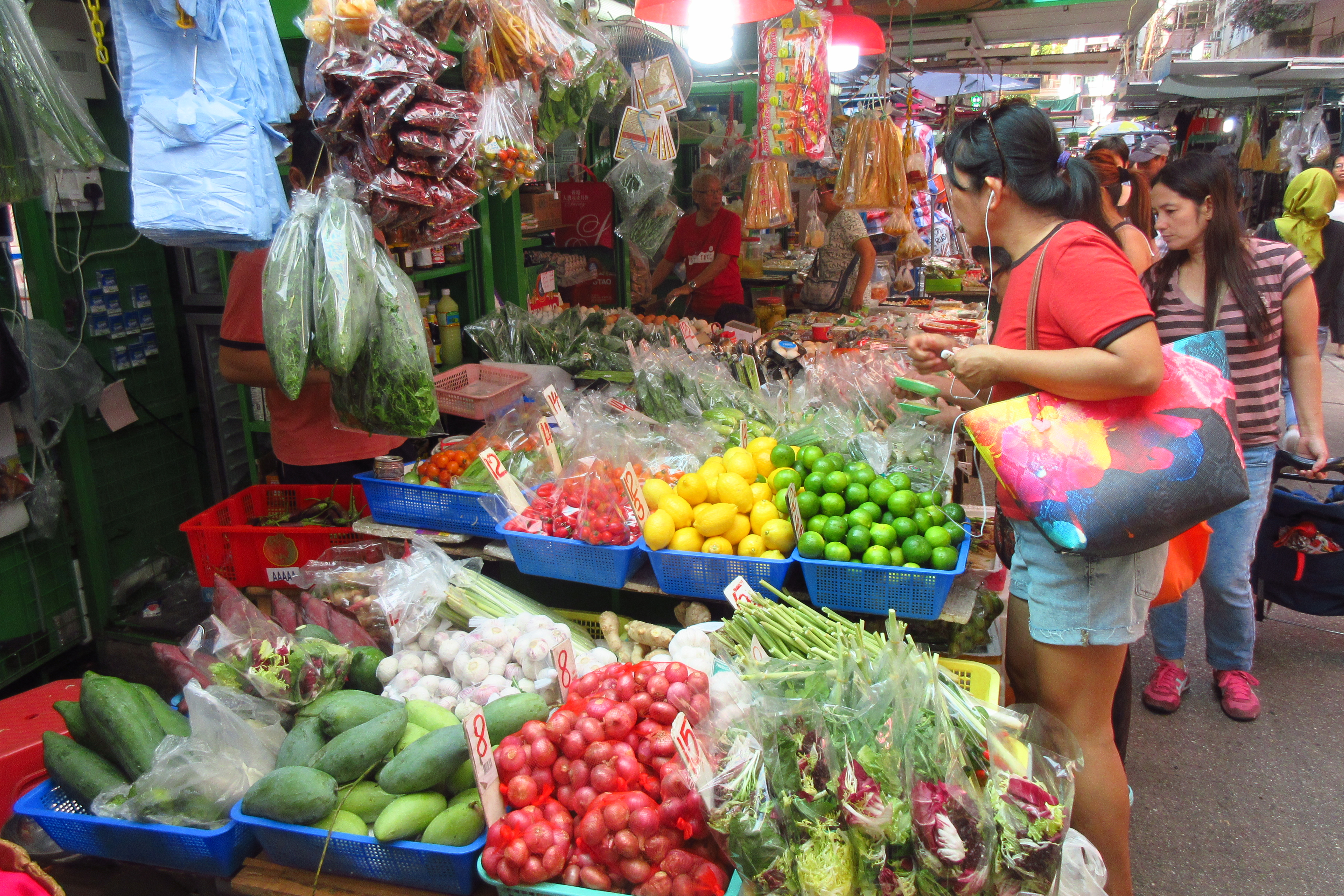
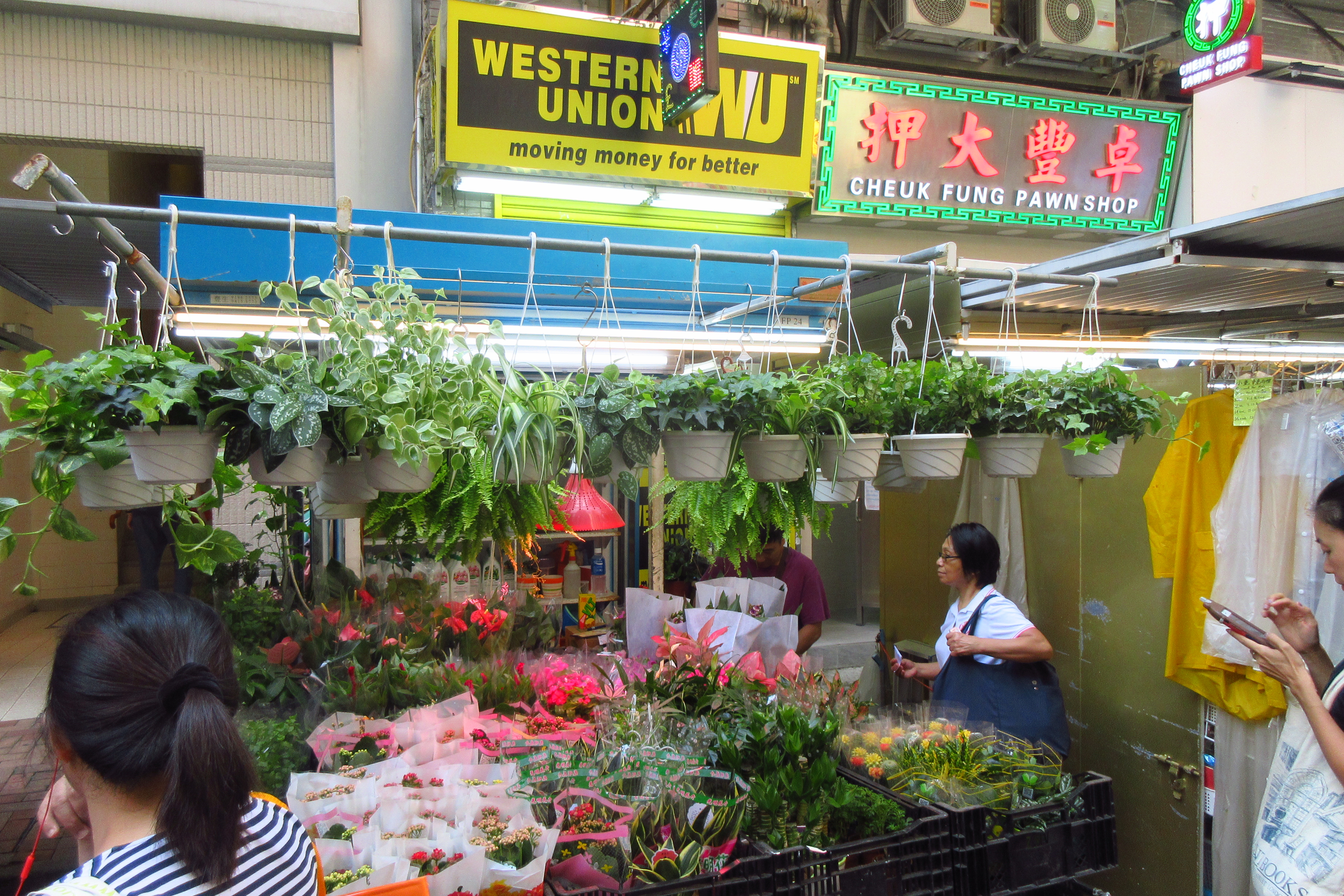
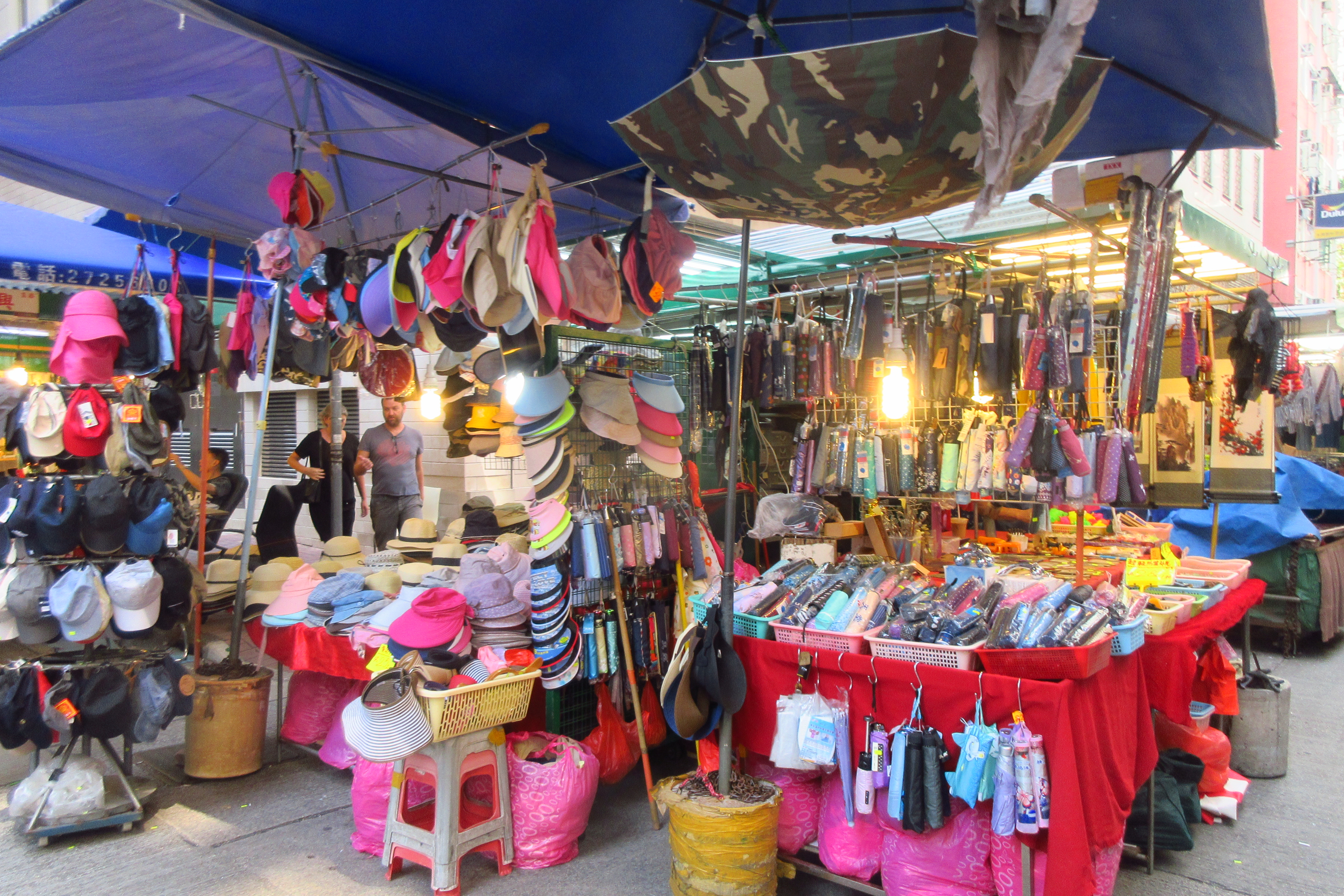
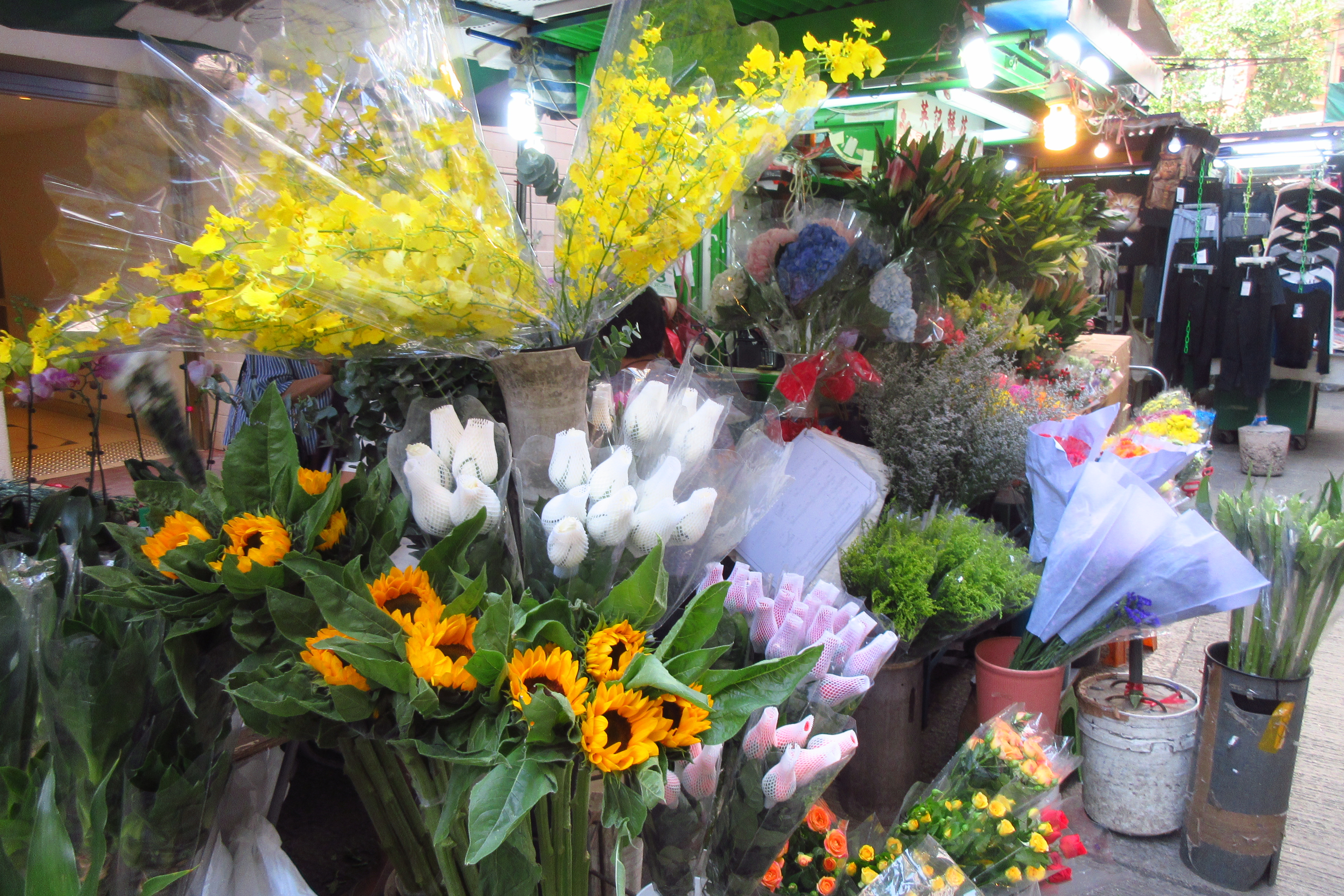
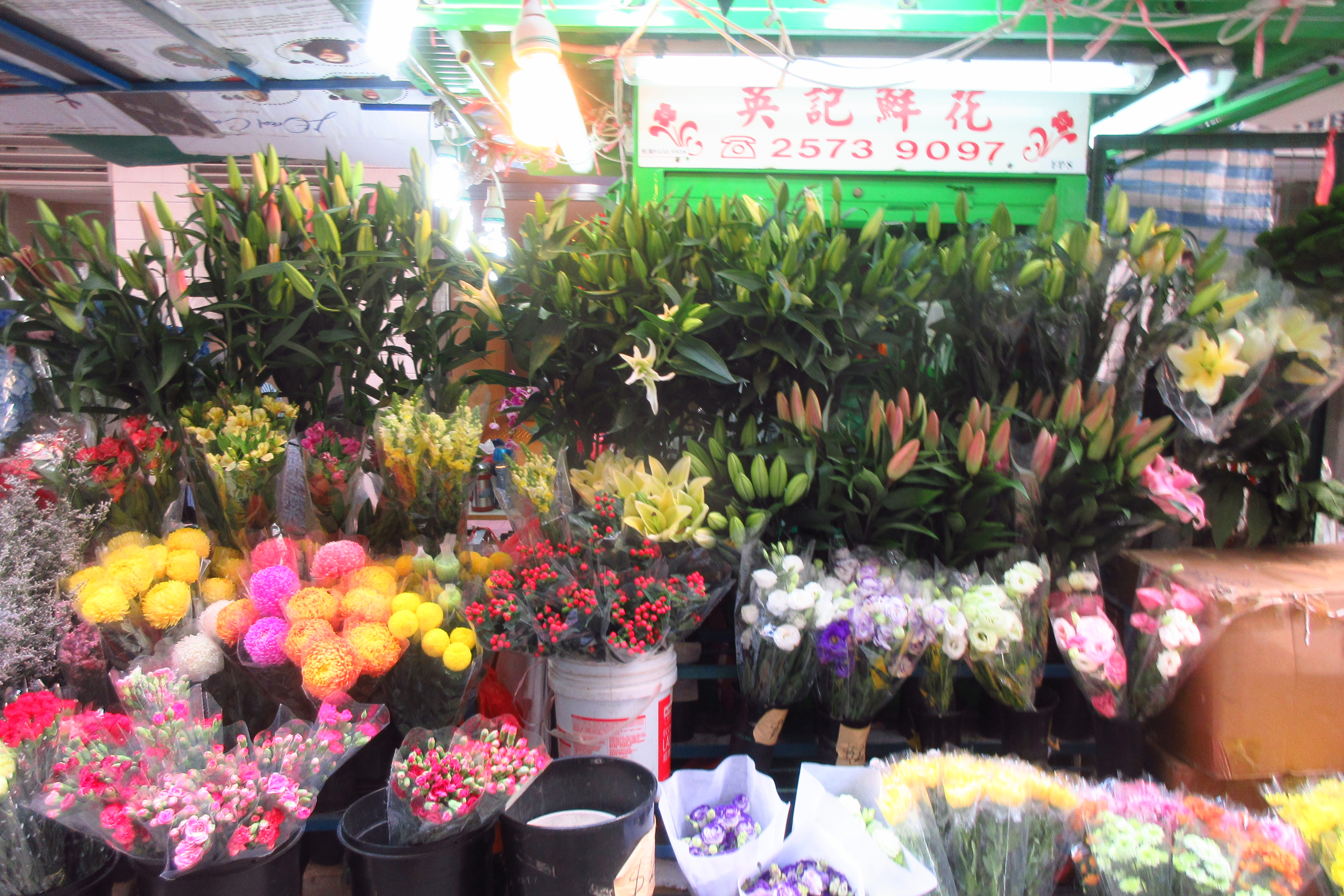
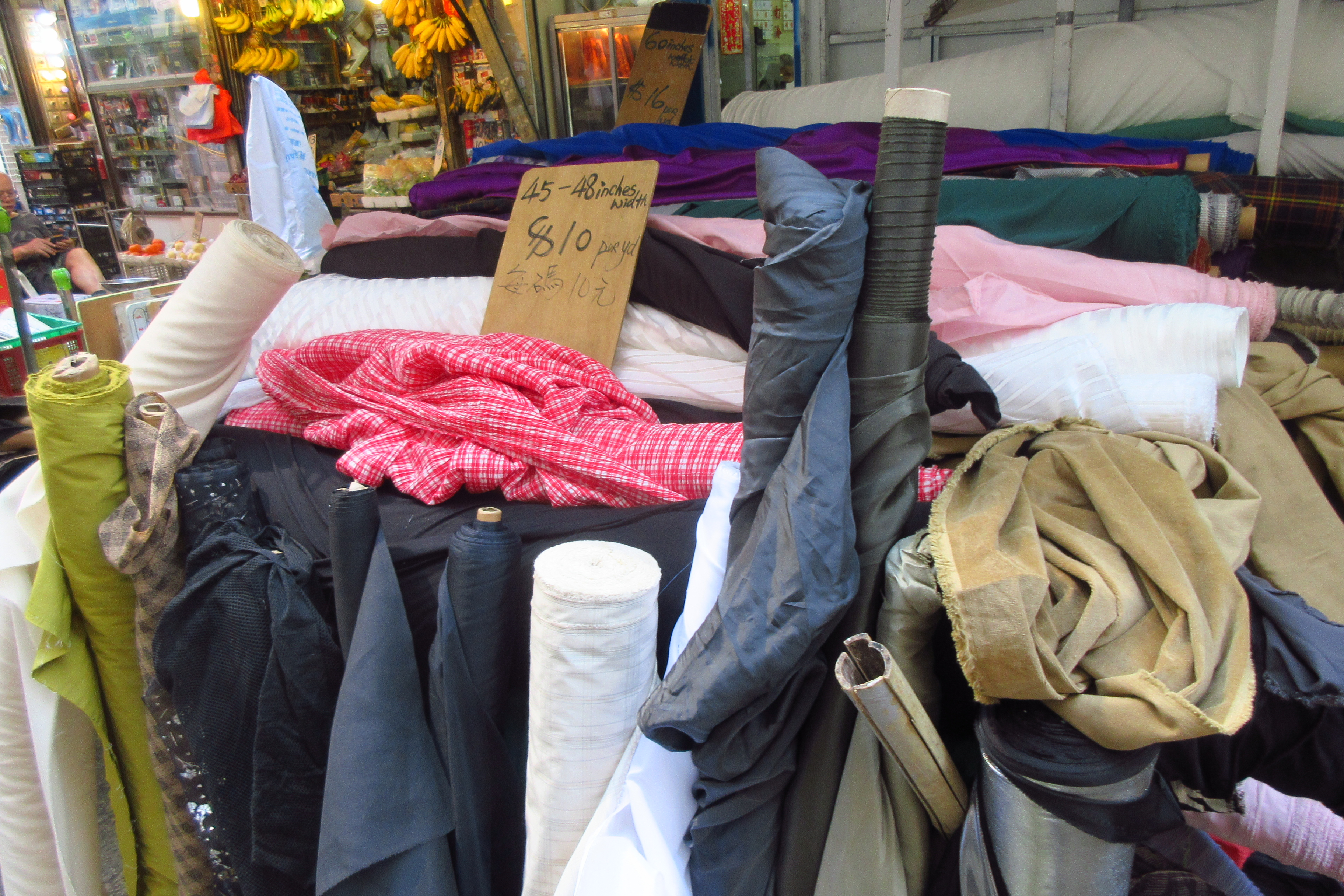
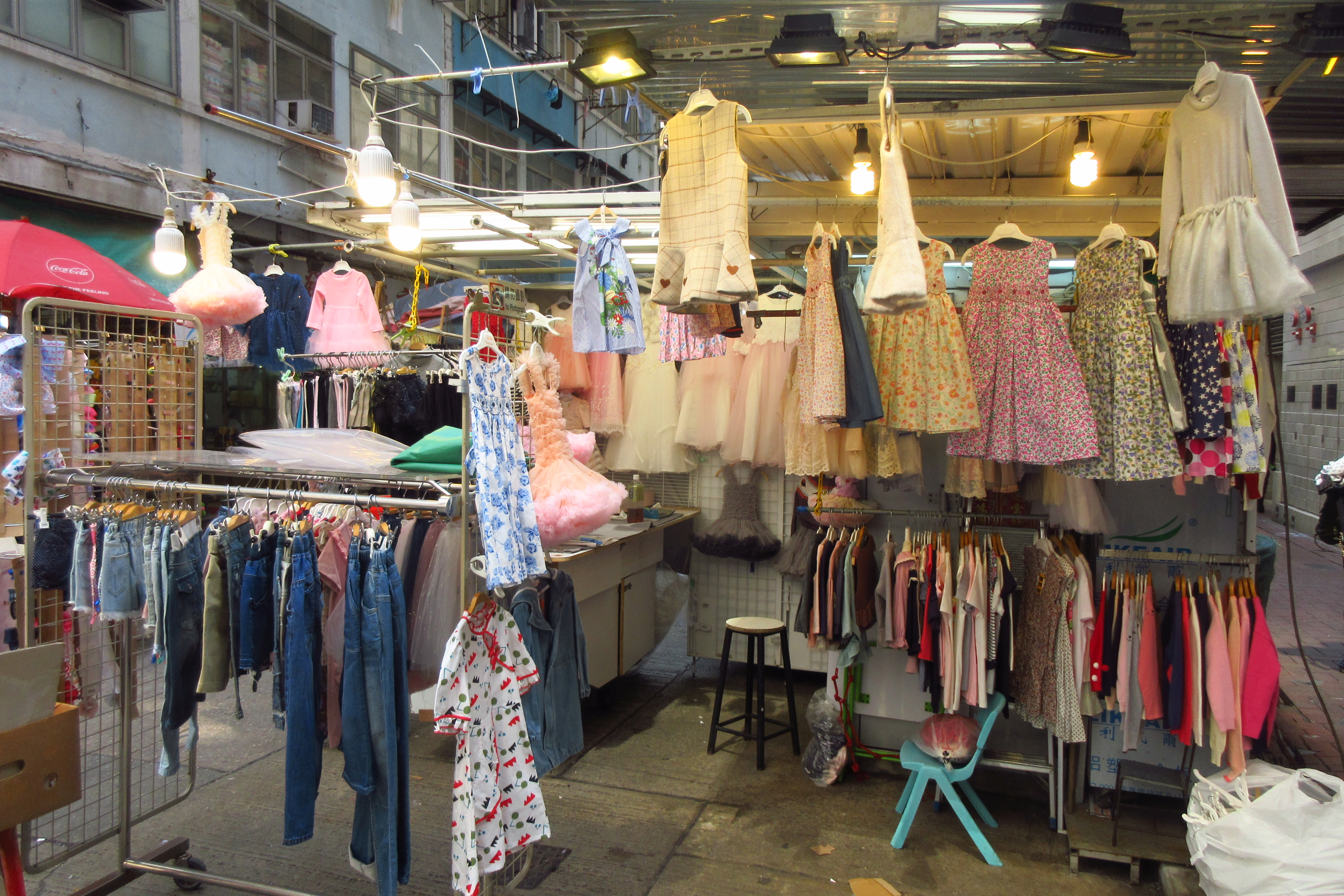
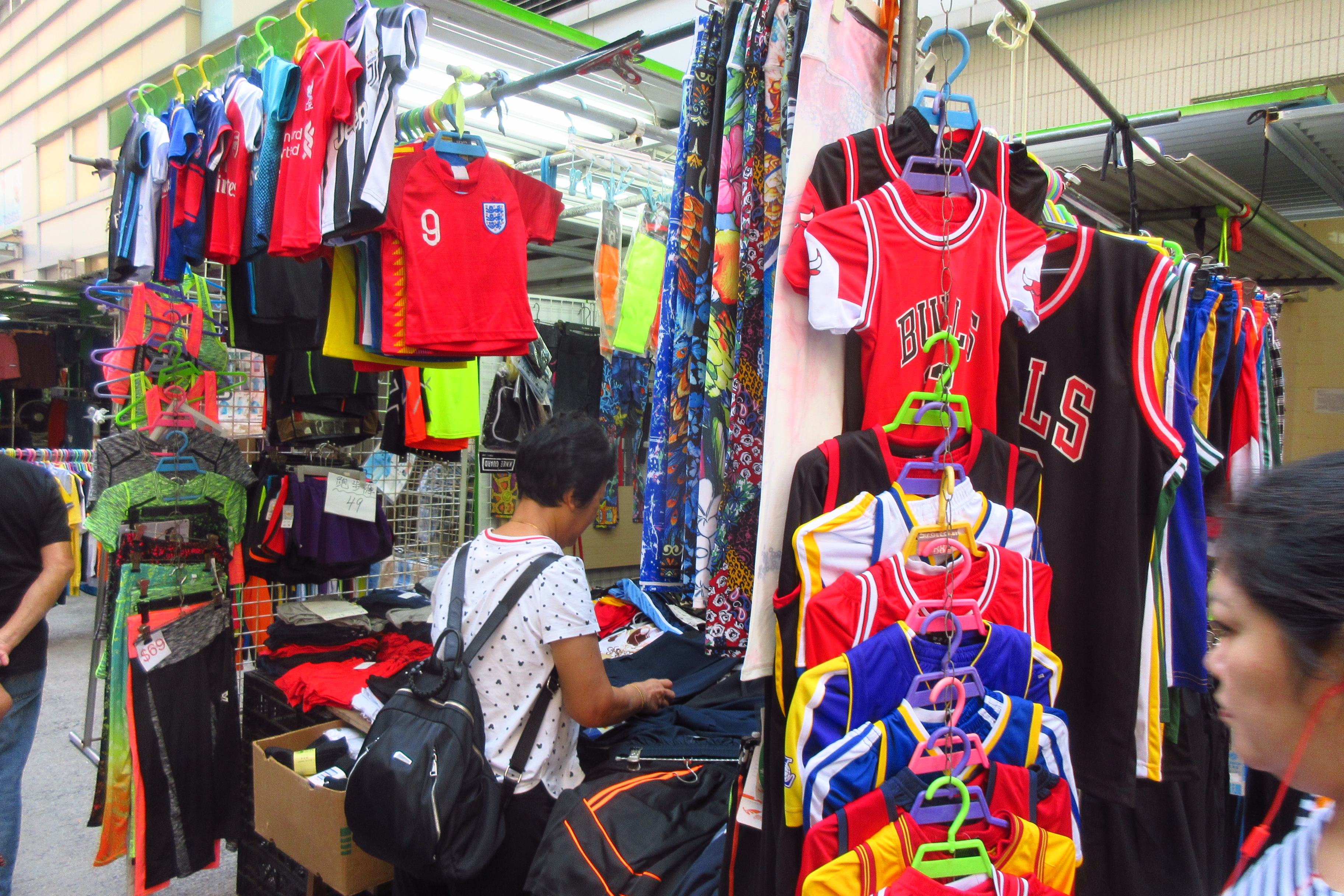
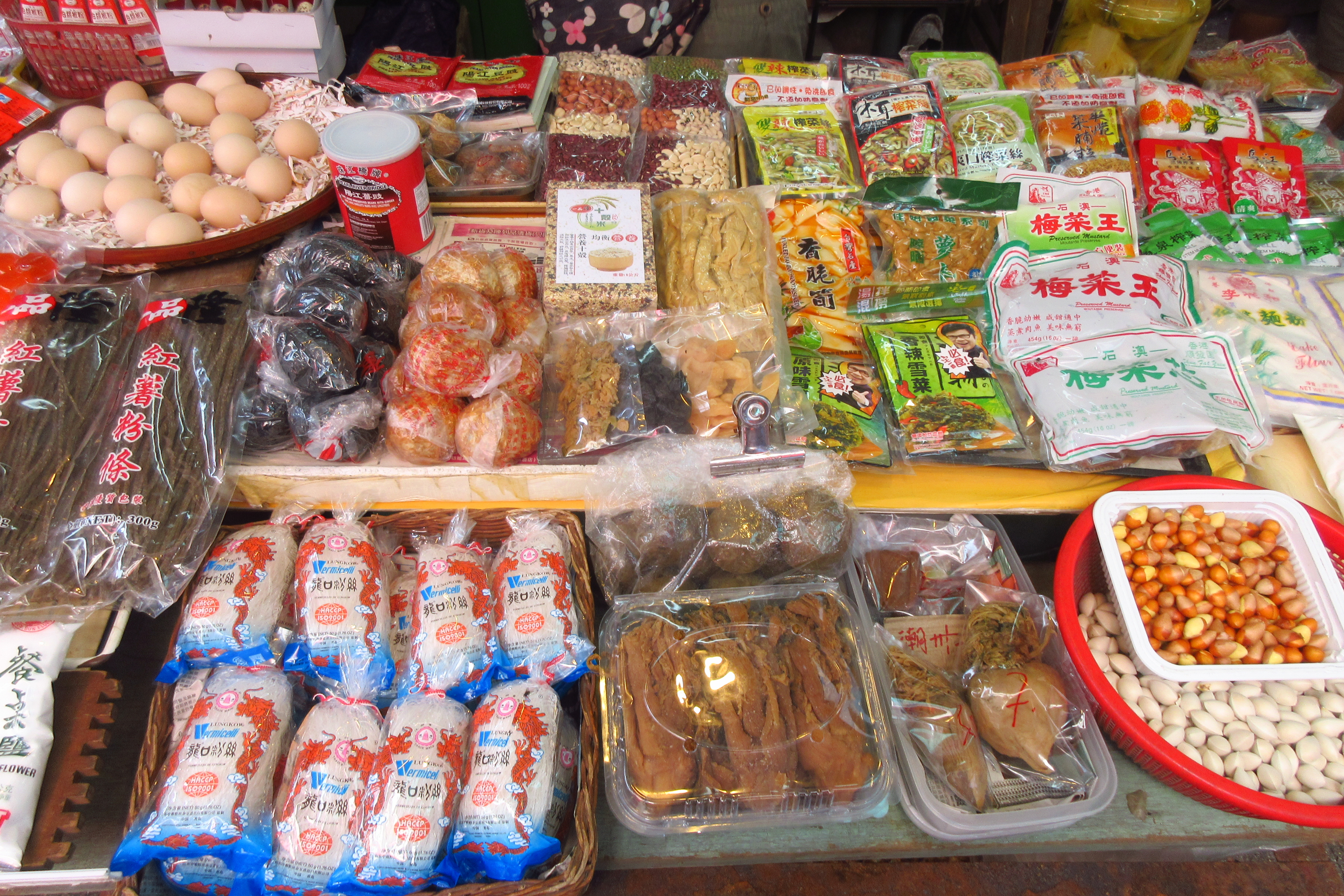
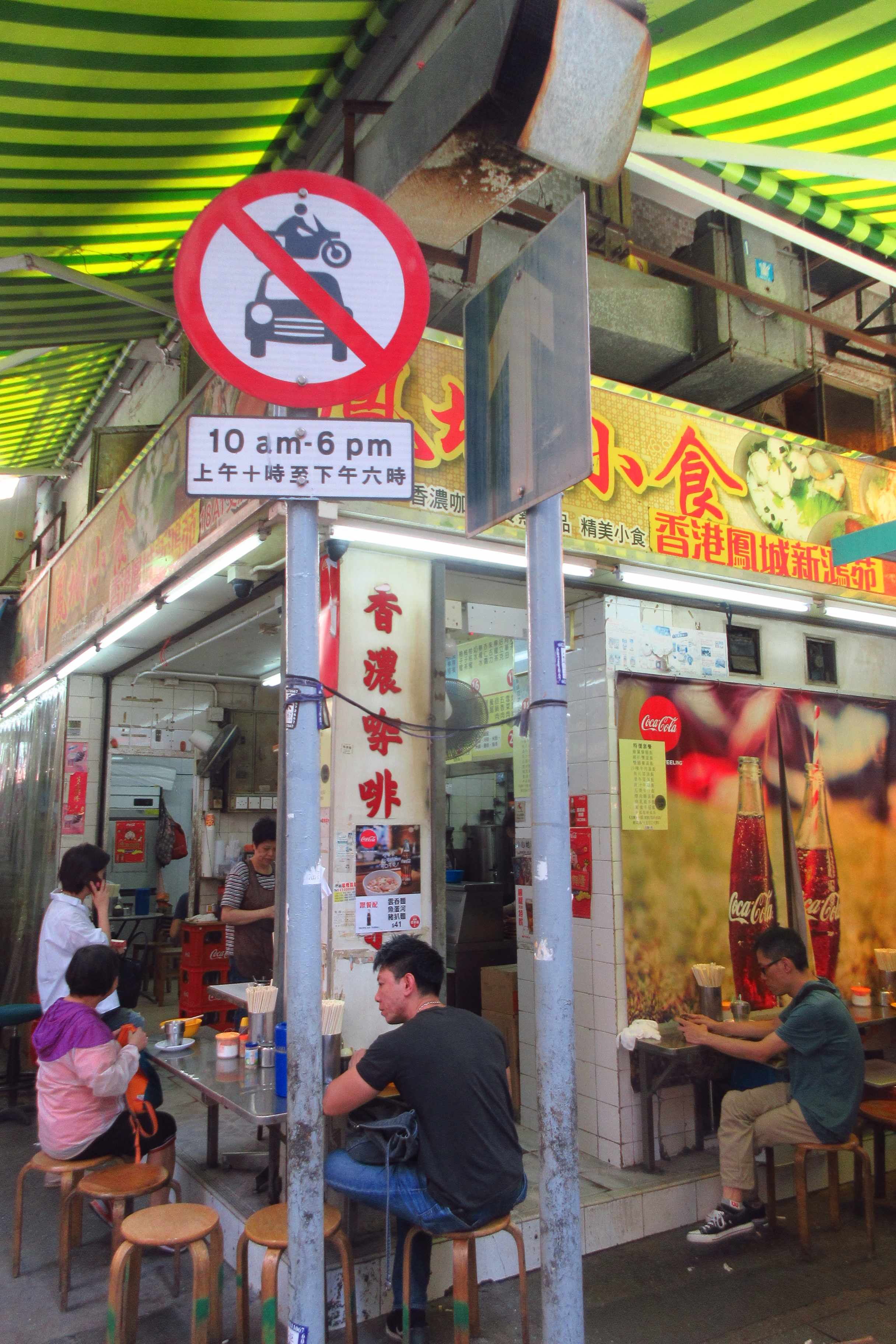
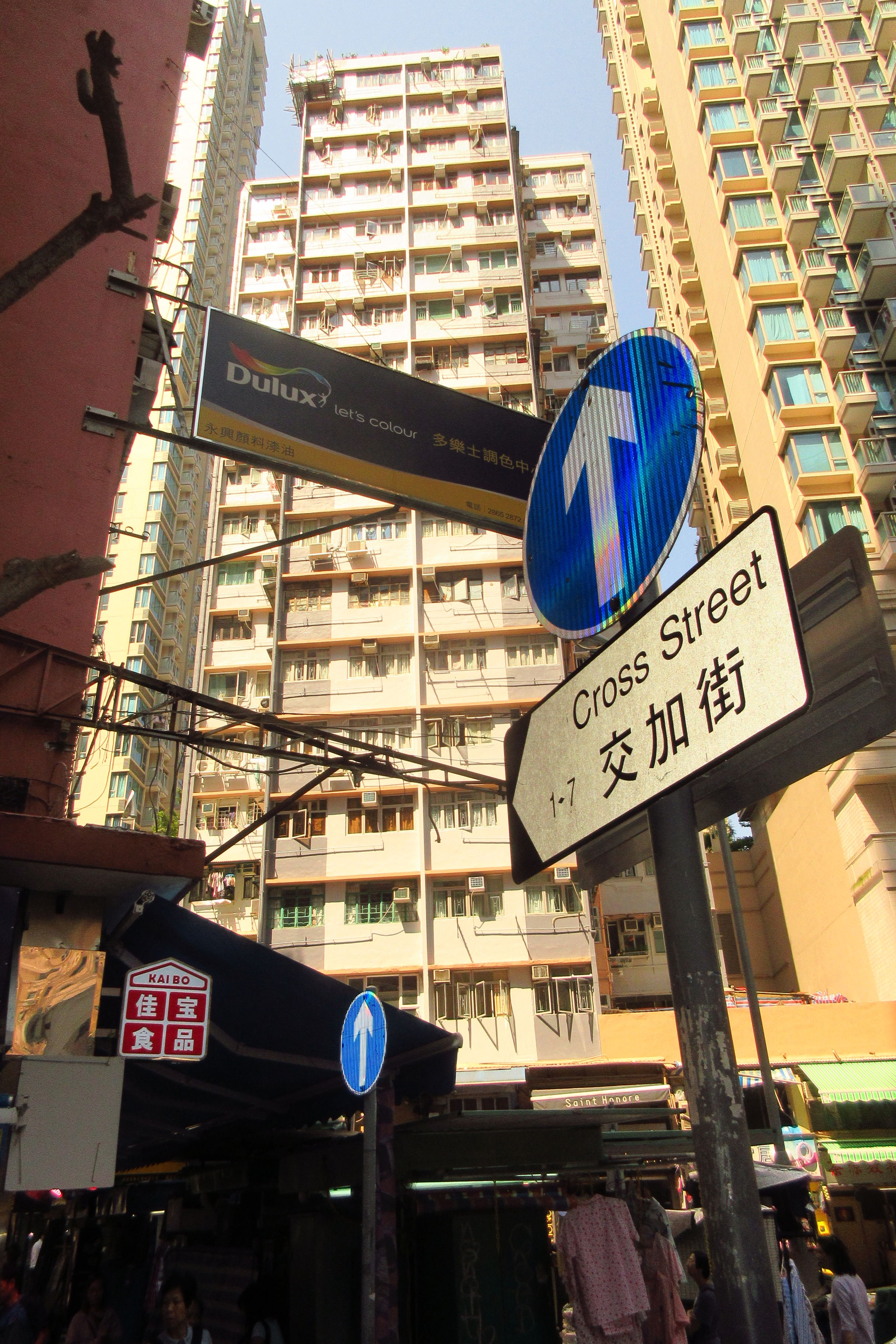
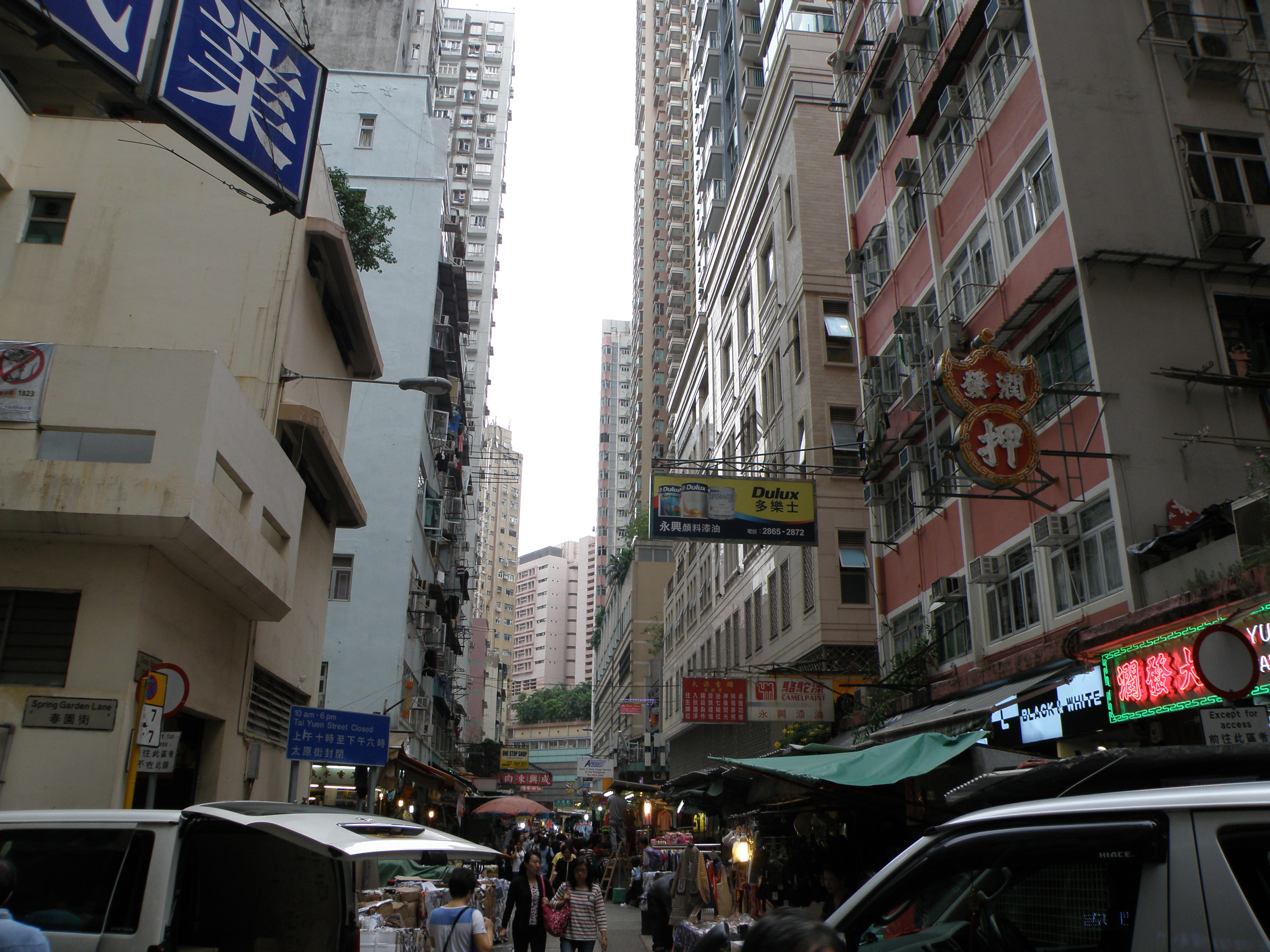
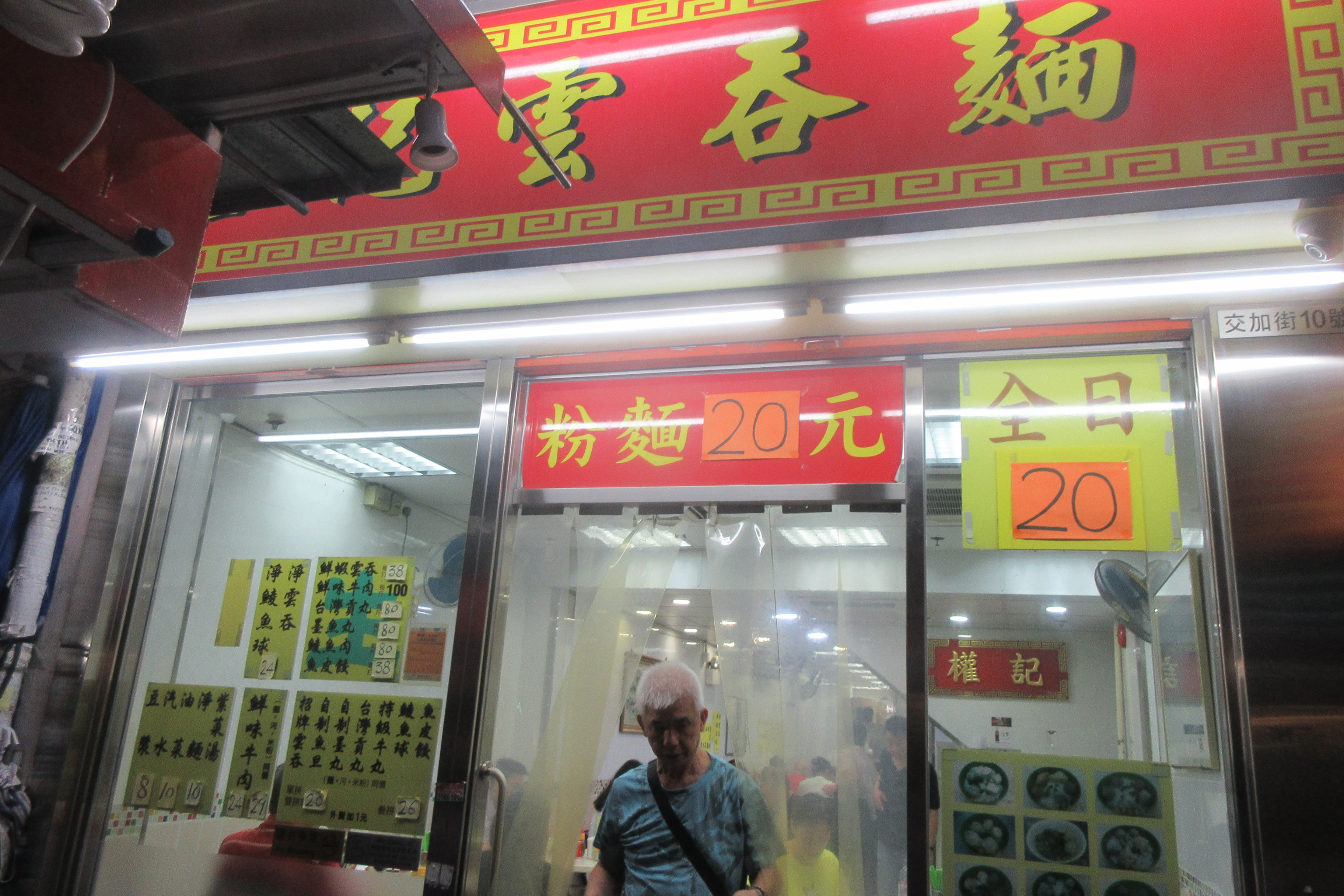

## 鄰近景物
- 舊式街市
- 尚翹峰
- 建築物新舊交替

## 鄰近街道
- 石水渠街
- 灣仔道
- 春園街
- 太原街